# Spawn of the North
 Spawn of the North és una pel·lícula estatunidenca dirigida per Henry Hathaway, estrenada el 1938.

## Argument
Dos pescadors d'Alaska, Tyler Dawson i Jim Kimmerlee, es coneixen i pesquen junts des de sempre. Però un esdeveniment prou violent provoca una profunda diferència, que separarà els dos amics...

## Repartiment
- George Raft: Tyler Dawson
- Henry Fonda: Jim Kimmerlee
- Dorothy Lamour: Nicky Duval
- Akim Tamiroff: Red Skain
- John Barrymore: Windy Turlon
- Louise Platt: Dian 'Di' Turlon
- Fuzzy Knight: Lefty Jones
- Vladimir Sokoloff: Dimitri
- Duncan Renaldo: Ivan
- John Wray: Dr. Sparks